# Dzieci operacji Kondor
Dzieci operacji Kondor  nazwa francuskiego filmu dokumentalnego. W reżyserii Emilio Paculli.

## O filmie
W latach siedemdziesiątych i osiemdziesiątych XX wieku, została przeprowadzona operacja Kondor, przez latynoamerykańskich dyktatorów, celem była eliminacja opozycji. W czasie tej operacji tysiące dzieci utraciło swoich rodziców lub podzieliło ich los. Autor filmu śledzi losy trójki dzieci Anatole, Eva i Marii Victorii. Anatole i Eva dzięki pomocy i ludzkiej solidarności zostali odnalezieni przez swoją babcię po 3 latach. Maria Victoria jako dorosła osoba dowiedziała się, że została wychowana przez brata mordercy jej rodziców.